# Hans-Jürgen Bäumler
Hans-Jürgen Bäumler (Dachau, 28 januari 1942) is een Duitse kunstschaatser en schlagerzanger.

## Carrière als kunstschaatser

### Als solorijder
Van 1956 tot 1959 lukte het Bäumler om een podiumplaats te bemachtigen bij het solorijden voor mannen tijdens de Duitse kampioenschappen. Hij was toentertijd de derde beste Duitse kunstrijder, achter Manfred Schnelldorfer en Tilo Gutzeit. Hij nam deel aan de Europese kampioenschappen van 1956 tot 1958. Zijn beste resultaat was de zesde plaats. Bovendien reed hij met solorijden twee wereldkampioenschappen. In 1956 scoorde hij de 12e plaats en in 1958 de 14e plaats.

### Als paarrijder
Pas met het paarrijden aan de zijde van Marika Kilius werd Bäumler een sportlegende. Met haar werd hij in 1958, 1959, 1963 en 1964 Duits kampioen bij het paarrijden. Van 1959 tot 1964 werden ze zes maal achtereen Europees kampioen. Hun eerste zilveren wereldkampioenschapsmedaille wonnen ze in Colorado Springs (1959), achter het Canadese koppel Barbara Wagner en Robert Paul. In 1960 wonnen ze in Vancouver de bronzen medaille. In 1963 werden Kilius en Bäumler wereldkampioen in Cortina d'Ampezzo en in 1964 in Dortmund. Als koppel bestreden ze twee Olympische Winterspelen. Zowel in Squaw Valley (1960) als in Innsbruck (1964) wonnen ze de zilveren medaille, eerst achter het koppel Wagner en Paul, daarna achter Ljoedmila Belooesova en Oleg Protopopov uit de Sovjet-Unie. In 1964 echter werd hun de medaille geweigerd, nadat bekend werd, dat ze voor aanvang van de Olympische Spelen en profcontract hadden ondertekend bij Holiday on Ice. Daarom gaven ze de in 1964 gewonnen medailles in 1966 terug aan het IOC. In 1987 kregen ze de medailles terug en werden volledig gerehabiliteerd. Sindsdien worden ze door de International Skating Union (ISU) weer officieel als tweede erkend van de Olympische Spelen in 1964.
Vanaf 1964 traden beiden eerst op bij de Weense IJsrevue en ten slotte bij Holiday on Ice.

## Carrière in de showbiz

### Als schlagerzanger
Na het plaatsucces van Marika Kilius met het nummer Wenn die Cowboys träumen, kreeg ook Bäumler door het Amerikaanse platenlabel CBS een contract aangeboden. In april 1964 werd de eerste single Wunderschönes fremdes Mädchen gepubliceerd, waarna het nummer de hitparaden bestormde bij Deutschlandfunk, de Bayerischer Rundfunk en bij Radio Luxembourg en de eerste plaats bezette. In de hitparade van het muziektijdschrift Musikmarkt bereikte het nummer een derde plaats. Tegelijkertijd bracht CBS het duetnummer Honeymoon in St. Tropez, samen met Marika Kilius uit, dat bij Musikmarkt op de tweede plaats belandde. Met het nummer Sorry little baby scoorde Bäumler een verdere top-10 hit met een zevende plaats, waarvoor hij de Bronzen Leeuw kreeg van Radio Luxembourg. Daar was hij toentertijd als spreker gecontracteerd. Tot 1966 had hij met zes nummers in de hitparades gescoord. In 1968 liep zijn contract bij CBS af, waarna hij pas in 1976 weer twee verdere nummers uitbracht bij het label Elite Spezial. Met het nummer Zauberei aus dem Zylinder bereikte hij in de Airplay-Hitparade de 21e plaats. In totaal werden met Bäumler tussen 1964 en 1976 15 nummers uitgebracht, waarvan twee samen met Marika Kilius.

### Als film- en tv-acteur
Vanaf 1964 werd Bäumler ook als acteur bekend. Naast zijn speelfilms gaf hij de ijs-operette bekendheid. Zo was hij te zien in de operettes Im weißen Rössl (1969), Maske in Blau (1970) en Kauf dir einen bunten Luftballon. Populair was ook de tv-serie Salto Mortale. In 12 speelfilms was hij de partner van onder andere Paul Hörbiger, Johanna Matz, Terence Hill, Heinz Erhardt, Uschi Glas, Theo Lingen en Gunther Philipp. De revuefilm Die große Kur kreeg de onderscheiding Goldene Leinwand. In september 2011 had hij bovendien een optreden in de soapserie Verbotene Liebe, waarin hij een zakenpartner speelt van Ansgar von Lahnstein, welke rol wordt vertolkt door Wolfram Grandezka.

### Als theateracteur
Zijn opleiding tot acteur en de spraakopleiding in München kende een vervolg in 1968 met zijn eerste verbintenis bij het Heidelberger theater Tangente met Edith Hancke en Waltraut Haas. In Oostenrijk, Zwitserland en Duitsland stond hij in vele hoofdrollen op het podium. Theaterstukken van de laatste tijd zijn Wirst du mich Morgenfrüh noch lieben?, Es war nicht die Fünfte, es war die Neunte, Bleib doch zum Frühstück, Ein Seestern im Garten, Hände weg von meiner Frau en de klassieker Kunst.

### Als presentator
Vanaf het midden van de jaren 1980 was hij presentator van verschillende quizprogramma's, waaronder Der Apfel fällt nicht weit vom Stamm (1984 tot 1987), Das waren Hits (1986 tot 1994) en Was wäre wenn (1987 tot 1989) in het ZDF. Van 1990 tot 1993 presenteerde hij de RTL-plus-quizshow Riskant!. In oktober 2006 behoorde hij met zijn voormalige partner Marika Kilius tot de jury in de RTL-show Dancing on Ice.

## Privéleven
Hans-Jürgen Bäumler is sinds 1974 getrouwd met de lerares Marina en heeft twee zoons. Ze wonen tegenwoordig aan de Côte d'Azur in Nice.

## Onderscheidingen
Hans-Jürgen Bäumler is drager van het Silbernen Lorbeerblatt. De Berlijnse sportpers verleende hem het Goldene Band der Sportpresse. In 2011 werd hij opgenomen in de Hall of Fame van de Duitse sport.

## Discografie

### Singles
- 1964: Wunderschönes fremdes Mädchen / Eine Träne unter tausend
- 1964: Honeymoon in St. Tropez / Nur der Mond ist schuld daran (& M.Kilius)
- 1964: Aber mein Herz ist allein / Viel zu groß ist meine Liebe
- 1964: Sorry Little Baby / Heimliche Liebe
- 1965: Einmal gibt's ein Wiedersehn / Morgen schon
- 1965: Du bist mein Talisman / Gestern, Heute, Morgen
- 1965: Wenn junge Leute bummeln geh'n / Gaucho Musikant (& M.Kilius)
- 1966: Ich finde dich wunderbar / Die Strassen dieser Stadt
- 1967: Sie weint nur um dich / Es ist so schön mit dir zu geh'n
- 1967: Der Tag, an dem die Liebe kam / Laß mich träumen
- 1968: Marionetten / Du bist Niemand
- 1968: Vor uns liegt das Leben / So long, Good-Bye
- 1968: Sie weint nur um dich / Es ist schön, mit dir zu geh'n
- 1976: Zauberei aus dem Zylinder / Auf einem Schaukelpferd
- 1976: Leutnant der Husaren / Wenn zwei Menschen glücklich sind

## Filmografie
- 1964: Die große Kür (met Marika Kilius)
- 1965: Ruf der Wälder
- 1966: Die Liebesquelle
- 1966: 00Sex am Wolfgangsee
- 1966: Das sündige Dorf
- 1967: Das große Glück (met Marika Kilius)
- 1968: Paradies der flotten Sünder
- 1969: Salto Mortale (tv-serie) (1e seizoen)
- 1969: Dem Täter auf der Sput - Familienärger (1 aflevering)
- 1970: Hurra, unsere Eltern sind nicht da
- 1971: Verliebte Ferien in Tirol
- 1971: Einer spinnt immer
- 1971–1972: Salto Mortale (tv-serie) (2e seizoen)
- 1972: Die lustigen Vier von der Tankstelle
- 1973: Sonja schafft die Wirklichkeit ab oder… ein unheimlich starker Abgang
- 1974: Schwarzwaldfahrt aus Liebeskummer
- 1993: Almenrausch und Pulverschnee
- 1995: Großstadtrevier – Der Rächer
- 1996: Im Namen des Gesetzes - Herr und Hund
- 1998: Die Anrheiner (2 afleveringen)
- 2000-2012: Unser Charly
- 2008: Kreuzfahrt ins Glück - Hochzeitsreise nach Chile (2e seizoen)
- 2010: SOKO München - Spurlos
- 2011: Verbotene Liebe (2 afleveringen)
- 2019: Dr. Klein (2 afleveringen)

## Theater
- 2011: Zärtliche Machos
- 2016: Fremde Verwandte

- Bibliothèque nationale de France: cb167734385 (data)
- Gemeinsame Normdatei: 118651889
- International Standard Name Identifier: 0000 0000 5732 0583
- Library of Congress Control Number: no2007029325
- MusicBrainz: f9ebe501-5e1e-44d0-a32d-1a4124f5aa37
- Virtual International Authority File: 79575746
- WorldCat: E39PBJjXkFYGc6gkWDYDCcDTHC